# Jason Lewis (homme politique)
Jason Mark Lewis, né le 23 septembre 1955 à Waterloo (Iowa), est un animateur de radio et homme politique américain, élu républicain du Minnesota à la Chambre des représentants des États-Unis de 2017 à 2019.

## Biographie

### Carrière professionnelle et débuts en politique
Jason Lewis est originaire de Waterloo dans l'Iowa. Il est diplômé de l'université du Nord de l'Iowa et de l'université du Colorado à Denver.
En 1990, il se présente à la Chambre des représentants des États-Unis dans le 2e district du Colorado. Il est battu par le démocrate David Skaggs qui remporte 60 % des suffrages. Il arrive ensuite dans le Minnesota où il devient animateur animateur de radio pendant 10 ans. Il travaille un temps en Caroline du Nord puis retourne au Minnesota en 2006.
Durant sa carrière d'animateur de radio conservateur, il est notamment connu pour ses propos controversés. En novembre 2008, invité du Rush Limbaugh Show, il compare les taxes sur les plus riches à l'esclavage. Le 9 novembre 2012, il affirme dans le Jason Lewis Show que les blancs commettent un « suicide culturel et politique » en ne se reproduisant pas autant que les hispaniques. Dans une autre émission, il soutient qu'« il y a une vaste majorité des jeunes femmes célibataires qui ne peuvent pas vous expliquer ce PIB signifie. Vous savez ce qui les intéresse ? Elles s'intéressent à l'avortement. Elles s'intéressent à l'adoption et au mariage gay. Elles s'intéressent à The View. Elles ne pensent pas ».

### Représentant des États-Unis
Lors des élections de 2016, il se présente à la Chambre des représentants des États-Unis dans le 2e district du Minnesota, dans la banlieue sud des twin cities (Minneapolis et Saint Paul). Il remporte la primaire républicaine avec un peu moins de 50 % des voix,, devant Darlene Miller (soutenue par le sortant John Kline), John Howe et Matthew Erickson. Le district devient une cible des démocrates. Il s'agit en effet d'un « district-bascule » (swing district), qui a légèrement voté en faveur de Barack Obama en 2012. Pour certains analystes politiques, la démocrate Angie Craig est légèrement favorite, en raison des propos controversés de Smith. Cependant, au mois d'octobre, les deux candidats sont au coude-à-coude dans les sondages. Parfois surnommé « mini Trump » par la presse,, il critique Craig pour son soutien à Hillary Clinton et à l'Obamacare. Il est élu représentant avec 47 % des suffrages contre 45 % pour Craig, alors que Trump remporte également le district.
Lewis affronte à nouveau Craig à l'occasion des élections de mi-mandat de 2018. Il fait campagne pour son vote en faveur de la réduction des impôts, son implication dans une loi favorisant l'éducation technique et ses efforts pour réformer le système judiciaire. De son côté, Craig fait une campagne considérée comme plus authentique qu'en 2016 et attaque Lewis pour son vote en faveur de l'abrogation de l'Obamacare. Dans un climat national favorable aux démocrates, Lewis est battu en ne rassemblant qu'environ 47 % des voix contre 53 % pour Craig.
Après avoir considéré une troisième élection face à Craig, il annonce au mois d'août 2019 sa candidature aux élections sénatoriales américaines de 2020 face à la démocrate Tina Smith. S'il remporte facilement la primaire républicaine avec environ 78 % des suffrages, les sondages le donnent devancé par la sénatrice démocrate à l'approche des élections.